# بطولة العالم الدعوية للسيدات
بطولة العالم  الدعوية للسيدات ( (بالصينية: 世界女子足球邀請賽)، والتي تعرف أيضًا باسم كأس تشونغهوا ( (بالصينية: 中華盃) كأس العالم لكرة القدم للسيدات )، هي بطولة عالمية ثلاثية الدعوة للفرق الوطنية والأندية في كرة القدم النسائية. أقيمت أربع مرات في تايبيه، تايوان.

## تاريخ
وقد كانت هذه البطولة واحدة من أهم أحداث كرة القدم النسائية، قبل ظهور كأس العالم للسيدات وكرة القدم الأولمبية للسيدات. تم تنظيم المسابقات من قبل اتحاد كرة القدم في تايبيه الصينية، وتسبب نجاحها في الضغط على الاتحاد الدولي لكرة القدم (فيفا) لتنظيم بطولاته الخاصة لكرة القدم النسائية. 
كان نادي إس إس جي بيرجيش جلادباخ من ألمانيا الغربية هو المشارك الأكثر تتويجًا، حيث حصل على لقبين. وبعد بطولة عام 1987م قام الفريق بالتعاقد مع تشو تاي ينغ من تايوان. 

## نتائج
| سنة  | البطل                            | المركز الثاني                    | المركز الثالث   | المركز الرابع         | الفرق |
| ---- | -------------------------------- | -------------------------------- | --------------- | --------------------- | ----- |
| 1978 | ريمس FF & نادي هلسنكي لكرة القدم | ريمس FF & نادي هلسنكي لكرة القدم | جمهورية الصين   | ستينغ إس سي           | 13    |
| 1981 | بيرجيش جلادباخ ‏                  | نيوزيلندا                        | جمهورية الصين   | IL و BUL [الإنجليزية] | 14    |
| 1984 | بيرجيش جلادباخ ‏                  | جمهورية الصين أ                  | جمهورية الصين ب | نيوزيلندا             | 11    |
| 1987 | جمهورية الصين                    | الولايات المتحدة                 | بيرجيش جلادباخ ‏ | نيوزيلندا             | 10    |

## روابط خارجية
- صفحة تاريخ RSSSF.com، مع روابط للنتائج الكاملة